# Enicospilus javanus
Enicospilus javanus là một loài tò vò trong họ Ichneumonidae.